# Hall of Fame Tennis Championships 2012 - Qualificazioni singolare
Le qualificazioni del singolare  dell'Hall of Fame Tennis Championships 2012 sono state un torneo di tennis preliminare per accedere alla fase finale della manifestazione. I vincitori dell'ultimo turno sono entrati di diritto nel tabellone principale. In caso di ritiro di uno o più giocatori aventi diritto a questi sono subentrati i lucky loser, ossia i giocatori che hanno perso nell'ultimo turno ma che avevano una classifica più alta rispetto agli altri partecipanti che avevano comunque perso nel turno finale.

## Teste di serie
1. Benjamin Becker (Qualificato)
2. Ricardo Mello (secondo turno)
3. Izak van der Merwe (Qualificato)
4. Serhij Bubka (Qualificato)

1. Danai Udomchoke (ultimo turno)
2. Adrian Mannarino (ultimo turno)
3. James Ward (primo turno)
4. Denis Kudla (primo turno)

## Qualificati
1. Benjamin Becker
2. Tim Smyczek

1. Izak van der Merwe
2. Serhij Bubka

## Tabellone

### Legenda
| - Q = Qualificato - WC = Wild card - LL = Lucky loser | - ALT = Alternate - SE = Special Exempt - PR = Protected Ranking | - w/o = Walkover - r = Ritirato - d = Squalificato |

### Sezione 1
|  | Primo turno     | Primo turno     | Primo turno     | Primo turno | Primo turno |  |  | Secondo turno  | Secondo turno   | Secondo turno   | Secondo turno  | Secondo turno |      |   | Ultimo turno | Ultimo turno    | Ultimo turno | Ultimo turno | Ultimo turno |  |
|  |                 |                 |                 |             |             |  |  |                |                 |                 |                |               |      |   |              |                 |              |              |              |  |
|  | 1               | Benjamin Becker | Benjamin Becker | 6           | 6           |  |  |                |                 |                 |                |               |      |   |              |                 |              |              |              |  |
|  |                 | Raven Klaasen   | Raven Klaasen   | 2           | 4           |  |  | 1              | Benjamin Becker | Benjamin Becker | 6              | 6             |      |   |              |                 |              |              |              |  |
|  | Fritz Wolmarans | Fritz Wolmarans | 7               | 2           | 6           |  |  |                | Fritz Wolmarans | Fritz Wolmarans | 1              | 4             |      |   |              |                 |              |              |              |  |
|  | Greg Jones      | Greg Jones      | 63              | 6           | 3           |  |  |                |                 |                 |                |               |      |   | 1            | Benjamin Becker | 2            | 7            | 6            |  |
|  |                 | Alex Kuznetsov  | Alex Kuznetsov  | 6           | 6           |  |  |                |                 |                 | Alex Kuznetsov | 6             | 6(1) | 3 |              |                 |              |              |              |  |
|  | WC              | Bradley Klahn   | Bradley Klahn   | 3           | 4           |  |  | Alex Kuznetsov | Alex Kuznetsov  | Alex Kuznetsov  | 6              | 6             |      |   |              |                 |              |              |              |  |
|  |                 | Michael Yani    | Michael Yani    | 6           | 6           |  |  | Michael Yani   | Michael Yani    | Michael Yani    | 4              | 1             |      |   |              |                 |              |              |              |  |
|  | 8               | Denis Kudla     | Denis Kudla     | 0           | 4           |  |  |                |                 |                 |                |               |      |   |              |                 |              |              |              |  |

### Sezione 2
|  | Primo turno        | Primo turno        | Primo turno   | Primo turno | Primo turno |  |  | Secondo turno | Secondo turno   | Secondo turno | Secondo turno   | Secondo turno   |   |   | Ultimo turno | Ultimo turno | Ultimo turno | Ultimo turno | Ultimo turno |  |
|  |                    |                    |               |             |             |  |  |               |                 |               |                 |                 |   |   |              |              |              |              |              |  |
|  | 2                  | Ricardo Mello      | 7             | 4           | 6           |  |  |               |                 |               |                 |                 |   |   |              |              |              |              |              |  |
|  | WC                 | Christian Harrison | 5             | 6           | 3           |  |  | 2             | Ricardo Mello   | 6             | 5               | 3               |   |   |              |              |              |              |              |  |
|  | WC                 | Rishabh Mehra      | Rishabh Mehra | 0           | 0           |  |  |               | Tim Smyczek     | 4             | 7               | 6               |   |   |              |              |              |              |              |  |
|  |                    | Tim Smyczek        | Tim Smyczek   | 6           | 6           |  |  |               |                 |               |                 |                 |   |   |              | Tim Smyczek  | Tim Smyczek  | 6            | 6            |  |
|  | Adrien Bossel      | Adrien Bossel      | 7             | 4           | 6           |  |  |               |                 | 5             | Danai Udomchoke | Danai Udomchoke | 3 | 4 |              |              |              |              |              |  |
|  | Mikhail Ledovskikh | Mikhail Ledovskikh | 64            | 6           | 4           |  |  |               | Adrien Bossel   | 7             | 2               | 4               |   |   |              |              |              |              |              |  |
|  |                    | Ante Pavić         | 7             | 5           | 4           |  |  | 5             | Danai Udomchoke | 64            | 6               | 6               |   |   |              |              |              |              |              |  |
|  | 5                  | Danai Udomchoke    | 5             | 7           | 6           |  |  |               |                 |               |                 |                 |   |   |              |              |              |              |              |  |

### Sezione 3
|  | Primo turno           | Primo turno           | Primo turno           | Primo turno | Primo turno |  |  | Secondo turno | Secondo turno         | Secondo turno    | Secondo turno    | Secondo turno |   |   | Ultimo turno | Ultimo turno       | Ultimo turno | Ultimo turno | Ultimo turno |  |
|  |                       |                       |                       |             |             |  |  |               |                       |                  |                  |               |   |   |              |                    |              |              |              |  |
|  | 3                     | Izak van der Merwe    | 6                     | 7           | 7           |  |  |               |                       |                  |                  |               |   |   |              |                    |              |              |              |  |
|  |                       | James Duckworth       | 7                     | 65          | 5           |  |  | 3             | Izak van der Merwe    | 6(1)             | 7                | 6             |   |   |              |                    |              |              |              |  |
|  | Pierre-Ludovic Duclos | Pierre-Ludovic Duclos | Pierre-Ludovic Duclos | 6           | 6           |  |  |               | Pierre-Ludovic Duclos | 7                | 65               | 4             |   |   |              |                    |              |              |              |  |
|  | Roman Borvanov        | Roman Borvanov        | Roman Borvanov        | 3           | 3           |  |  |               |                       |                  |                  |               |   |   | 3            | Izak van der Merwe | 4            | 6            | 6            |  |
|  | Alt                   | Yuichi Ito            | Yuichi Ito            | 3           | 2           |  |  |               |                       | 6                | Adrian Mannarino | 6             | 3 | 4 |              |                    |              |              |              |  |
|  |                       | Toshihide Matsui      | Toshihide Matsui      | 6           | 6           |  |  |               | Toshihide Matsui      | Toshihide Matsui | 2                | 64            |   |   |              |                    |              |              |              |  |
|  | WC                    | Brandon Burke         | Brandon Burke         | 4           | 2           |  |  | 6             | Adrian Mannarino      | Adrian Mannarino | 6                | 7             |   |   |              |                    |              |              |              |  |
|  | 6                     | Adrian Mannarino      | Adrian Mannarino      | 6           | 6           |  |  |               |                       |                  |                  |               |   |   |              |                    |              |              |              |  |

### Sezione 4
|  | Primo turno        | Primo turno            | Primo turno        | Primo turno | Primo turno |  |  | Secondo turno          | Secondo turno          | Secondo turno  | Secondo turno          | Secondo turno          |   |    | Ultimo turno | Ultimo turno | Ultimo turno | Ultimo turno | Ultimo turno |  |
|  |                    |                        |                    |             |             |  |  |                        |                        |                |                        |                        |   |    |              |              |              |              |              |  |
|  | 4                  | Serhij Bubka           | Serhij Bubka       | 6           | 6           |  |  |                        |                        |                |                        |                        |   |    |              |              |              |              |              |  |
|  |                    | Laurynas Grigelis      | Laurynas Grigelis  | 4           | 3           |  |  | 4                      | Serhij Bubka           | Serhij Bubka   | 7                      | 7                      |   |    |              |              |              |              |              |  |
|  | Chris Guccione     | Chris Guccione         | Chris Guccione     | 7           | 7           |  |  |                        | Chris Guccione         | Chris Guccione | 65                     | 64                     |   |    |              |              |              |              |              |  |
|  | Richard Bloomfield | Richard Bloomfield     | Richard Bloomfield | 65          | 64          |  |  |                        |                        |                |                        |                        |   |    | 4            | Serhij Bubka | Serhij Bubka | 6            | 7            |  |
|  | Jimmy Wang         | Jimmy Wang             | Jimmy Wang         | 5           | 5           |  |  |                        |                        |                | Charles-Antoine Brézac | Charles-Antoine Brézac | 3 | 65 |              |              |              |              |              |  |
|  | Steve Johnson      | Steve Johnson          | Steve Johnson      | 7           | 7           |  |  | Steve Johnson          | Steve Johnson          | 4              | 7                      | 5                      |   |    |              |              |              |              |              |  |
|  |                    | Charles-Antoine Brézac | 5                  | 6           | 6           |  |  | Charles-Antoine Brézac | Charles-Antoine Brézac | 6              | 62                     | 7                      |   |    |              |              |              |              |              |  |
|  | 7                  | James Ward             | 7                  | 2           | 1           |  |  |                        |                        |                |                        |                        |   |    |              |              |              |              |              |  |